# Hardthöhe
Hardthöhe is een wijk in het stadsdeel Hardtberg in de Duitse gemeente Bonn, deelstaat Noordrijn-Westfalen. De Hardthöhe ligt in het westen van de stad en maakt sinds 1969 deel uit van de stad Bonn.
In deze wijk is sinds 1960 het Duitse ministerie van Defensie gevestigd. Hier werken tegenwoordig ongeveer 1500 medewerkers.